# 人类清除计划3
《國定殺戮日：大選之年》（英語：The Purge: Election Year）是一部2016年美國動作恐怖電影，由詹姆斯·德莫纳克执导，2014年电影《國定殺戮日：無法無天》的续集和「國定殺戮日系列电影」的第三部作品。主演包括弗兰克·格里罗、伊丽莎白·米歇尔、麦凯尔泰·威廉逊、艾德恩·霍吉、凯尔·赛科尔、约瑟夫·朱利安·索里亚和丽莎·科伦-萨亚斯。影片定于2016年7月1日在美国上映。
電影儘管獲得褒貶不一的評價，在全球獲得1.18億美元的票房，比前兩部還賣座。

## 劇情
2022年，美國依然舉行著國定殺戮日。一名戴面具的殺手將年輕的查莉·蘿恩和其家人綁在家中，查莉被迫看著自己的家人被殺。18年後，在殺戮日的前兩天，華府爆發了騷亂，因為一名反抗組織的領導人德維恩·畢夏普向大眾發表聲明，他表示，這20年來，執政黨「美國新建國元勳」（New Founding Fathers of America，簡稱NFFA）企圖利用殺戮日來促進經濟發展，包括減少無產階級、減少社會福利、減少衛生保健預算和減少國民住宅。現在的德維恩已取代了卡梅隆成為反抗組織的領導人。在越來越多人反對殺戮日的風氣下，騷亂將影響即將到來的總統大選。
曾經痛失至親的查莉·蘿恩此時已是參議員，她出馬角逐總統大位，最大的政見就是「廢除殺戮日」，而NFFA的候選人則為埃德維熱·歐文斯。查莉提倡取消殺戮日，而歐文斯則反之。NFFA的凱洛柏認為查莉的主張將對他們造成威脅，使得他打算利用這屆的殺戮日來處決查莉。與此同時，查莉與歐文斯辯論得難分軒輊，查莉為了親民，便打破保安規定，走入觀眾席，使得在一旁擔任保鑣的前警長李歐·巴恩斯感到緊張。
3月20日，在殺戮日的前一天，NFFA意圖對查莉不利，故撤銷了十級政府官員豁免的規定。另一方面，商店老闆喬和店員馬可斯，發現了不良少女金米和朋友在店中偷巧克力棒，喬上前阻止不良少女偷竊，但對方卻囂張地拒絕。這時，另一位少女蘭妮上前幫忙，金米兩人發現她大名鼎鼎的身分後，才只好交出糖果並離去。原來蘭妮過去還是不良少女時，也曾到店中偷過東西，但被喬原諒並感化。後來，喬發現自己的殺戮日保險已超出了他的承受能力，使得喬決定留下看守自己的店。
參議員查莉決定留守家中，不到避難所躲藏，如不這樣，就沒法讓選民相信自己會站在平民這邊。李歐起初不答應，但後來還是接受。李歐和保鑣們在查莉屋子的四周架設保全裝置，並讓特種部隊狙擊手在外頭看守，而李歐和保鑣庫柏、艾瑞克則負責看著監視器。與此同時，一批來自南非的旅客下機，聲稱自己是來美國享受殺戮日的樂趣；透過新聞得知「殺戮旅遊」是現在一種新興的產業。
晚上，殺戮日正式開始，喬和自願前來的馬可斯在頂樓看守商店，並趕跑了前來復仇的金米一夥。而蘭妮與夥伴黛恩則開著醫護車在市中巡邏，為傷者提供救助。在參議員屋子中，李歐發現庫柏和艾瑞克背叛，讓以厄爾·丹澤格為首的新納粹重裝部隊潛入屋中，並殺死所有的守衛。李歐搶先跟著查莉離開，但李歐在被對方的槍打中左胸的同時，他引爆了屋子裡的炸彈。庫柏、艾瑞克和部分部隊被炸死，李歐也因被同僚背叛而開始懷疑他人。李歐與查莉打算到華盛頓的對街尋找庇護的地方，但卻遭一群戴面具的俄羅斯殺戮者襲擊。在殺戮者將要攻擊兩人時，喬和馬可斯過來幫兩人解圍，並一同躲到店裡。馬可斯幫李歐簡單處理傷口的同時，李歐因不斷盤問喬等人的經歷而和喬起了口角。同時，不良少女金米和朋友等人找來幫手再度回來，準備用電鋸將鐵門破壞，使喬致電請蘭妮和黛恩前來幫忙，而蘭妮和黛恩正在為少年蘭多療傷。蘭多即使受重傷還是要回去參加殺戮，黛恩不得已只能銬住他。當李歐、查莉、喬和馬可斯準備應戰時，蘭妮和黛恩隨即抵達，開車撞飛了金米和朋友，並槍殺了重傷的金米與兩名持電鋸的人。但還有另一組金米的人在破壞後門，使得李歐等人決定離開商店尋找更安全的地方。
李歐等人在醫護車上時，一路上看盡殺戮日的人民百態，而醫護車上的蘭多似乎不認識查莉。此時厄爾駕駛著直升機襲擊他們，使得躺在車上的蘭多死去。六人開車至高架橋下時，李歐發現了為何對方會得知他們的行蹤，原來胸口中的子彈包含著追蹤晶片。當他取出子彈時，一群瘸幫過來要求他們開門，喬向他們吹口哨（瘸幫的暗號，透露他以前可能曾待過該幫），使得瘸幫安靜下來。該幫的老大拜託他們救治他的兒子，李歐同意，但表示必須和他們做一項交易。後來，當厄爾手下的兩名軍人透過追蹤來到高架橋下時，他們只發現李歐的子彈，此時瘸幫們現身履行交易，將兩名軍人殺死。厄爾發現後決定對醫護車展開地毯式搜索。
李歐、查莉、喬、馬可斯、蘭妮和黛恩來到了德維恩·畢夏普的藏身處，是一處地下醫院，專收留傷患和弱者，並有許多志願的醫生和護士來為傷者治療，而還有其他人士提供了食物、水和藥品。喬、馬可斯與蘭妮決定返回商店，但在路上卻看到了NFFA的卡車前往地下醫院的方向。同時，查莉與李歐發現叛軍們正計劃暗殺歐文斯，查莉試圖勸阻他們，因為她要公正地贏得選舉。但當NFFA的人到達地下醫院時，李歐和查莉離開並到街上與蘭妮等人會合。但他們在乘車時卻遭他車撞翻，使得厄爾得以抓走查莉。李歐察覺對方是以活捉方式對待查莉，他因此知道她是被帶往天主教的「悲傷聖母教堂」，因為歐文斯等NFFA的人都會在那裡。
查莉被帶到大教堂後，她遭歐文斯的朋友詹姆斯·哈蒙固定在架子上，在旁邊同樣被固定的是一名毒蟲勞倫斯。李歐等人前去尋找德維恩，因為李歐打算讓德維恩等人來協助他救出查莉。歐文斯等NFFA的人在教堂中，對殺戮日進行感恩儀式，他讓哈蒙持刀刺死了勞倫斯，使自己和勞倫斯得以「淨化」。接下來，就輪到查莉被推出來，讓NFFA的人們參與殺戮。正當NFFA的凱洛柏持刀劃傷她的脖子時，通過地道的李歐、喬、馬可斯和蘭妮來到了教堂，馬可斯開槍打死了凱洛柏，造成教堂一片混亂，雙方人馬展開槍戰。途中，歐文斯與哈蒙趁機分別離開。NFFA的第二組保鑣正讓李歐等人陷入苦戰時，德維恩等人現身解圍。在地下室，叛軍發現了歐文斯，在德維恩進去打算殺死他時，查莉不斷哀求德維恩住手，因為他這麼做就幾乎和歐文斯一樣。最後，德維恩決定收手並要查莉一定要贏得選舉。
李歐等人還發現了地下室的通道中，藏了大量即將遭受到殺戮的平民俘虜，讓李歐生氣地揍了歐文斯。在他們試圖解放俘虜時，厄爾和另外兩名軍人在地下停車場發動襲擊，這讓兩名叛軍被殺死，而德維恩則受了傷。李歐與對方展開槍戰，而德維恩則開附近的車上前撞死兩名敵人，但自己則遭厄爾槍殺。之後，李歐和厄爾持刀展開近身搏鬥，雙方受傷之際，李歐佔上風，便成功殺死對方。而在查莉解放俘虜時，哈蒙突然從開門現身對裡面開槍。在蘭妮與馬可斯受傷倒地時，喬為了保護查莉而中彈，哈蒙也被喬殺死。喬在死前，要查莉在大選中勝出並交代蘭妮與馬可斯把他的店照顧好。
5月26日，在殺戮日過後的兩個月，查莉在大選中以壓倒性優勢贏過歐文斯，而李歐則成為了美國特勤局局長，並繼續保護著查莉。確認成為總統的查莉，其首要採取的行政事務就是廢除國定殺戮日。而蘭妮與馬可斯則開始為店面翻修，並為了喬繼續經營。蘭妮離開後，馬可斯看著窗外的美國國旗；從新聞報導中得知，許多NFFA支持者對於選舉的結果感到不滿，並在街頭上展開暴動。

## 演员
- 法蘭克·葛里洛 饰 李歐·巴恩斯[2]

前洛杉磯警局警長，查莉的保鑣隊長，負責保護查莉的安全。殺戮日時，帶著她四處躲避追殺，並接觸了反抗組織。
- 伊丽莎白·米歇尔（英语：Elizabeth Mitchell） 饰 夏琳·“查莉”·蘿恩[3]

美國參議員，總統候選人。因曾失去家人，而主張廢除殺戮日。
- 麥凱爾泰·威廉森（英语：Mykelti Williamson） 饰 喬·迪克森[3]

商店老闆，視自己的店面勝過生命。
- 约瑟夫·朱利安·索里亚（英语：Joseph Julian Soria） 饰 馬可斯[3]

商店員工，有前科的墨西哥移民。
- 贝蒂·加布里埃尔 饰 蘭妮·路克[3]

喬和馬可斯的朋友，曾是名兇悍的不良少女，現已金盆洗手。殺戮日時，與黛恩開著醫護車到處救人。
- 艾德恩·霍吉 饰 德維恩·畢夏普（英语：Dwayne Bishop）[3]

反抗組織領導人，繼承前領導卡梅隆的意志反對殺戮日的存在。
- 泰利·瑟匹克（英语：Terry Serpico） 饰 厄爾·丹澤格[3]

新納粹傭兵部隊領導人。
- 凱爾·赛科尔（英语：Kyle Secor） 饰 埃德維熱·歐文斯[3]

NFFA成員，總統候選人。主張支持殺戮日。
- 丽莎·科伦-萨亚斯（英语：Liza Colón-Zayas） 饰 黛恩[3]

反抗組織的成員，蘭妮的朋友。
- 雷蒙德·约翰·巴里 饰 凱洛柏·華倫斯

NFFA的成員，企圖利用殺戮日解決掉查莉。
- 克里斯多夫·詹姆斯·貝克 饰 詹姆斯·哈蒙

歐文斯的同夥，在教堂執行儀式的代表。
- 布莉塔妮·瑪拉比利 饰 金米

不良少女，個性兇悍，擁有一群同類朋友。
- 胡安妮·費利斯 饰 金米的朋友

不良少女，與金米四處為非作歹。

## 制作
2014年8月，《人类清除计划》系列制片杰森·布伦宣布正在创作第三部作品。布伦表示，影片聚焦于革命和最先的一波杀戮。该片定于2016年夏上映。10月6日，据报道詹姆斯·德莫纳克将在第三部中回归担任编剧和导演，而制片人塞巴斯蒂安·莱梅西尔、Blumhouse Productions的杰森·布伦和白金沙丘搭档迈克尔·贝、安德鲁·福姆和布拉德·福勒回归。
2015年8月3日，据报道弗兰克·格里罗将在续集中回归出演警长。9月10日，更多演员被公布，其中包括贝蒂·加布里埃尔、艾德文·霍德吉、凯尔·赛科尔、约瑟夫·朱利安·索里亚、麦凯尔泰·威廉逊和伊丽莎白·米歇尔。
影片于2015年9月16日在罗德岛州文索基特开拍。主干道被改造成华盛顿特区附近的道路。影片在普罗维登斯杀青。

## 发行
影片定于2016年7月1日上映。2016年2月10日，影片首支预告片和预告海报公布。

## 迴響

### 專業評價
電影獲得了褒貶不一的評價。爛番茄新鮮度54%，基於101條評論，平均分為5.4/10。Metacritic得分58，IMDB上得6.5分。評價與前集《國定殺戮日：無法無天》相差不遠。

### 票房
在美國和加拿大，該片與《吹夢巨人》、《泰山傳奇》共同上映競爭，預計能在首映週末獲得約2500萬美元的票房收入。美國首映週末票房為3080萬美元，位居當週票房排名第三，成績優異。

## 備註
1. ↑  依照電影上映次序。
2. ↑  依照電影劇情。